# Ziguan
Ziguan (chiń. upr. 梓官区; chiń. trad. 梓官區; pinyin Zǐguān qū; Wade-Giles Tzu-kuan ch’ü) – dzielnica (chiń. 區, qū) w rejonie Gangshan miasta wydzielonego Kaohsiung na Tajwanie. 
23 czerwca 2009 komitet przy Ministrze Spraw Wewnętrznych Republiki Chińskiej zarekomendował scalenie dotychczasowego powiatu Kaohsiung (chiń. trad. 高雄縣; pinyin Gāoxióng xiàn) i miasta wydzielonego Kaohsiung (chiń. trad. 高雄直轄市; pinyin Gāoxióng zhíxiáshì) w jedno miasto wydzielone; wszystkie gminy wiejskie (chiń. 鄉, xiāng), jak Ziguan, miejskie oraz miasta wchodzące w skład powiatu zostały przekształcone w dzielnice (chiń. 區, qū). Ustawa weszła w życie 25 grudnia 2010 roku.
Populacja dzielnicy Ziguan w 2016 roku liczyła 36 252 mieszkańców – 17 577 kobiet i 18 675 mężczyzn. Liczba gospodarstw domowych wynosiła 12 594, co oznacza, że w jednym gospodarstwie zamieszkiwało średnio 2,88 osób.

## Demografia (2011–2016)
| Rok  | Liczba ludności | Gęstość zaludnienia | Kobiety | Mężczyźni | Gospodarstwa domowe |
| ---- | --------------- | ------------------- | ------- | --------- | ------------------- |
| 2011 | 36 559          | 3152                | 17 566  | 18 993    | 12 145              |
| 2012 | 36 519          | 3149                | 17 589  | 18 930    | 12 290              |
| 2013 | 36 381          | 3137                | 17 573  | 18 808    | 12 355              |
| 2014 | 36 384          | 3137                | 17 602  | 18 782    | 12 429              |
| 2015 | 36 429          | 3141                | 17 600  | 18 829    | 12 567              |
| 2016 | 36 252          | 3126                | 17 577  | 18 675    | 12 594              |